# Martin Hintzen

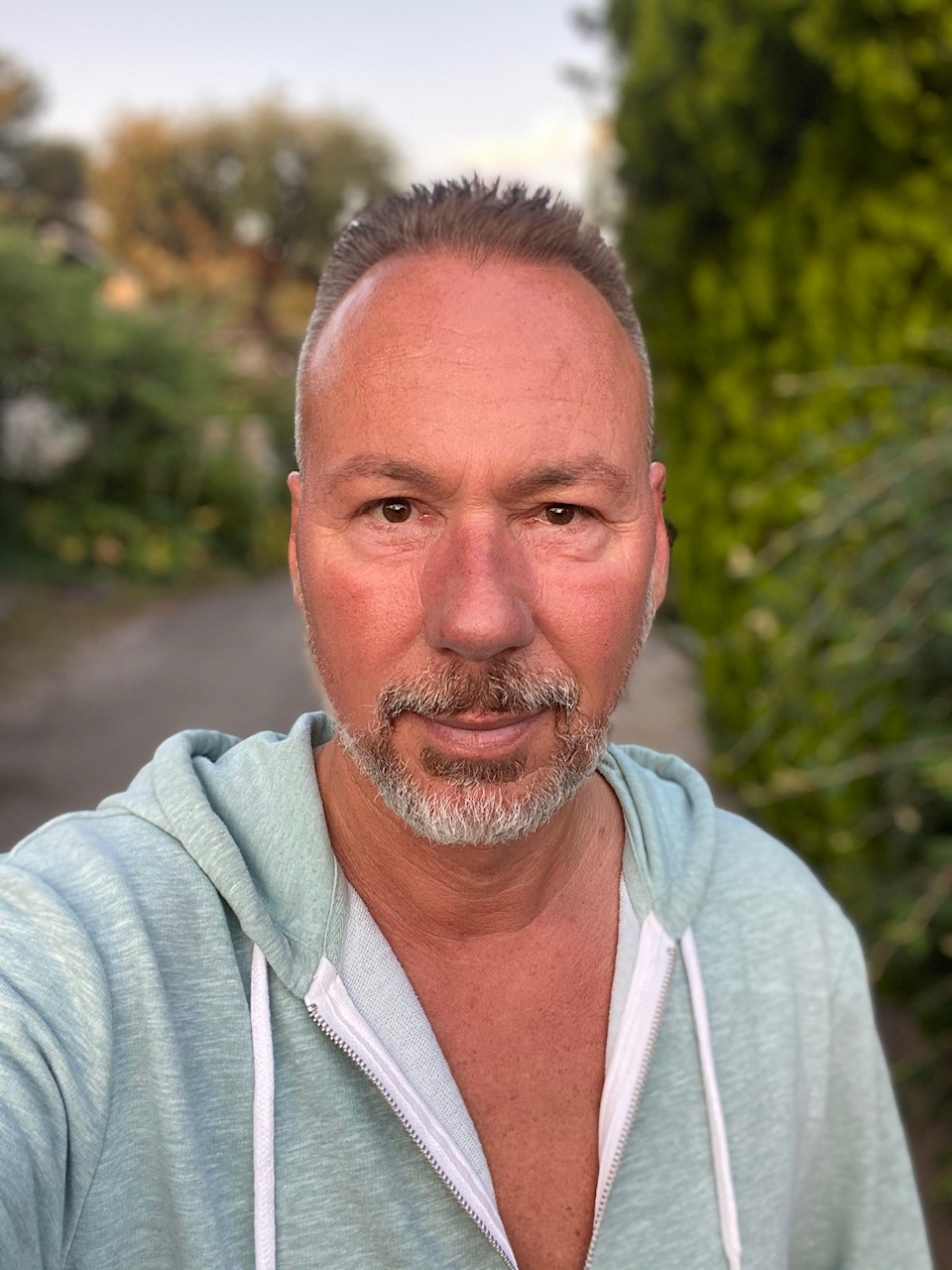
Martin Hintzen, 2020

Martin Hintzen (* 5. Januar 1963 in Diepholz) ist ein deutscher TV-Darsteller und Fotomodell aus NRW, der unter seinem eingetragenen Künstlernamen als Schauspieler und Hauptcast in der RTL-Scripted-Reality-Serie Der Blaulicht Report zu sehen ist. Auf Grund der nahezu täglichen Ausstrahlungen dieses Formates wurde Martin Hintzen hier bekannt.

## Wirken
Seine TV-Karriere begann Hintzen bereits im Jahr 2008, wo er zum ersten Mal für eine kleine Rolle bei der RTL-Serie Alarm für Cobra 11 vor der Kamera stand. Nachfolgend spielte er viele kleinere Rollen in Fernsehserien, -filmen, -reihen und -magazinen wie Alarm für Cobra 11, Der Letzte Bulle, Countdown – Die Jagd beginnt, Tatort Köln, Tatort Münster, Ladykracher, Pastewka, Vulkan, Schimanski: Schuld und Sühne, Markt usw. Regelmäßig stand er von 2010 bis 2014 für kleinere Rollen in der ARD-Soap Verbotene Liebe als Polizist vor der Kamera.
In dem VOX Scripted-Reality-Format Schneller als die Polizei erlaubt ist Martin Hintzen in der Rolle des Hainer Bender (Zivilpolizist bei der Autobahnpolizei, ProVida Team) als Hauptcast der Serie zu sehen. Diese Serie wurde von 2010 bis 2015 gedreht. In den Folgejahren wurden die Sendungen regelmäßig wiederholt. Neue Folgen wurden nicht mehr gedreht. Die Dreharbeiten für die RTL-Serie Der Blaulicht Report fanden in den Jahren 2015–2017 statt. Seit 2017 sendet RTL nur noch Wiederholungen.
Zugleich arbeitete Martin Hintzen als Fotomodell. Bekannt wurde er als Werbegesicht im Jahr 2010, als er bei einem Casting unter 2000 europäischen Bewerbern ausgesucht und zu einem Fotoshooting für Nespresso nach Paris eingeladen wurde. Dort wurden er und sechs weibliche Modelle von der französischen Star-Fotografin Brigitte Lacombe fotografiert. Die entstandenen Porträts wurden mehrere Jahre lang weltweit in den neuen Nespresso Flagship Stores (u. a. München, Düsseldorf, Berlin, Paris, London, Seoul, Rom, Barcelona) als überlebensgroße Werbegesichter für Nespresso präsentiert.
Im Frühjahr 2020 starteten die German Doctors die Aktion „Träumen helfen“, in deren Rahmen viele Prominente zur Unterstützung der Corona Nothilfe der German Doctors ihre Lieblingsgeschichten für Kinder lasen. Hier las Martin Hintzen aus dem Buch „Die kleine Hexe“ von Otfried Preußler.
Im April 2021 trat Martin Hintzen als prominenter Talkgast in der Sonnenklar.TV Live-Show „Jan Kunath Holiday Show“ auf.

## Filmografie (Auswahl)
- 2010–2014: Verbotene Liebe (Fernsehserie)
- 2011: Schimanski: Schuld und Sühne (Fernsehfilm)
- 2012–2014 Zugriff – Jede Sekunde zählt (Fernsehserie, 2 Staffeln) Als Hainer Bender, Einsatzleiter Polizei
- 2010–2016: Schneller als die Polizei erlaubt (Fernsehserie, 254 Folgen) Als Hainer Bender, Zivilpolizist Autobahnpolizei
- 2015–2017: Der Blaulicht Report (Fernsehserie, 770 Folgen)
- 2021: Sonnenklar.TV Jan Kunath Holiday Show
- 2024: Der Blaulicht Report – Die neuen Einsätze[1] (Fernsehserie, 24 Folgen)
- 2025: Der Blaulicht Report - Die neuen Einsätze (Fernsehserie, 100 Folgen)